# Grantia kujiensis
Grantia kujiensis är en svampdjursart som beskrevs av Hozawa 1933. Grantia kujiensis ingår i släktet Grantia och familjen Grantiidae.
Artens utbredningsområde är havet kring Japan. Inga underarter finns listade i Catalogue of Life.